# Aquila (letadlová loď)
Aquila (česky: Orel) byla italská letadlová loď z doby druhé světové války. Šlo o přestavbu pasažérské lodě Roma. Přestavba začala v roce 1941, v době italské kapitulace v září 1943 byla téměř dokončena, ale nakonec ji Regia Marina nikdy nepřevzala do služby. Byla sešrotována v roce 1952.

## Italské letadlové lodě

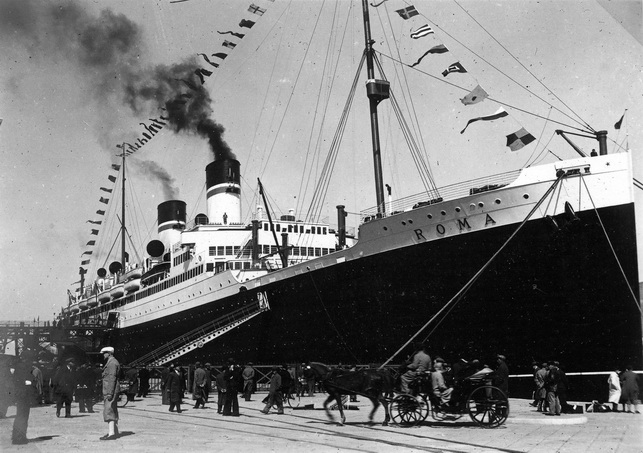
Pasažérská loď Roma

Aquila je považována za vůbec první letadlovou loď Italského námořnictva. Další letadlovou lodí byla až o několik desítek let později dokončena Giuseppe Garibaldi. Italské námořnictvo se ale o schopnosti letadlových lodí zajímalo už dříve. Po první světové válce testovala nosiče letounů a v roce 1923 spustila nosič hydroplánů Giuseppe Miraglia.
Stejně jako i většina ostatních námořnictev, Regina Marina možnosti letadlových lodí podceňovala, přestože podle Washingtonské konference mohla postavit až dvě o výtlaku 54 000 t. Její lodě navíc operovaly ve stísněném prostoru Středozemního moře, kde je podporovaly letouny startující z blízkých pozemních základen. Velení námořnictva proto bylo přesvědčeno o nepotřebnosti těchto plavidel a považovalo letecké základny, umístěné na ostrovech jako je Pantelleria, za přírodní letadlové lodi. Leteckou ochranu námořních svazů tedy měla zajišťovat Regia Aeronautica, žádaná o leteckou podporu v každém případě. Výsledkem této spolupráce bylo, že se námořnictvo často ocitalo bez stíhací ochrany, že letouny přiletěly do bojové oblasti pozdě nebo že italské letouny napadly vlastní lodě (jak tomu bylo v bitvě u Punta Stilo).
Když nakonec námořnictvo přece jen došlo k názoru, že je potřeba získat letadlové lodi, bylo rozhodnuto o přestavbě dvou pasažérských lodí. Roma byla přestavěna na Aquilu, zatímco Augustus se měl změnit na Sparviero.

## KonstrukceAquily

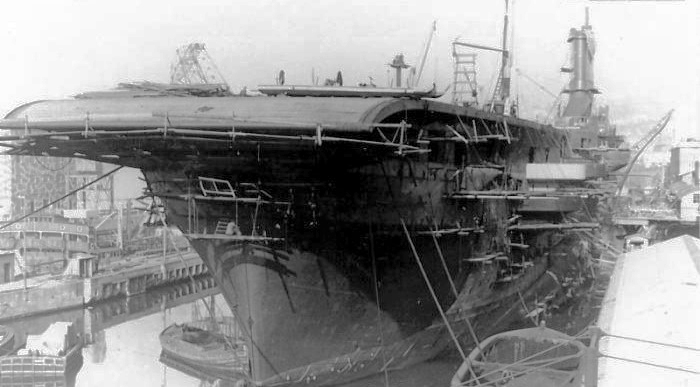
Přestavba parníku Roma na letadlovou loď Aquila v roce 1943

Aquila v roce 1944

Aquila měla být přestavěna z pasažérské lodi Roma z roku 1926. Jelikož v té době probíhala stavba bitevní lodi Roma, bylo rozhodnuto plavidlo pojmenovat Aquila.
Z lodi byly sejmuty nástavby, její příď byla prodloužena, trup dostal po stranách protitorpédovou obšívku a jinak byl řešen i systém vodotěsných komor. Pohon byl vytvořen kombinací dvou pohonných sekcí lehkých křižníků Cornelio Silla a Paolo Emilio třídy Capitani Romani, jejichž stavba byla zrušena (z křižníku Capitani Romani bylo namontovaných i 8 děl ráže 135 mm). Loď měla mít 4 turbíny (po dvou z každého křižníku), přičemž každá turbína, společně s dvěma kotly tvořila oddělenou část, pohánějící jeden šroub.
Loď měla průběžnou palubu o rozměrech 211,5×25,2 m ve výšce 23 m nad hladinou moře s 80 mm pancířem. Letadla měla startovat pomocí dvou německých katapultů Demag. Velký velitelský ostrov s komínem byl na pravé straně letové paluby. Loď měla dva výtahy dopravující letouny z hangárů o rozměrech 160×18 metrů. Jelikož hlavním posláním lodi měla být stíhací ochrana válečných svazů Italského námořnictva, měla nést pouze stíhací letouny a stíhací bombardéry (a to 66 kusů letounů Reggiane Re.2001 OR se sklopnými křídly).
V případě dokončení by Aquila byla kvalitní loď s vysokou rychlostí, průměrnou nosností letadel a pancéřovanou palubou. Naopak Regina Aeronautica by asi měla problém s výcvikem osádek pro její palubní letouny.

## Osud lodi

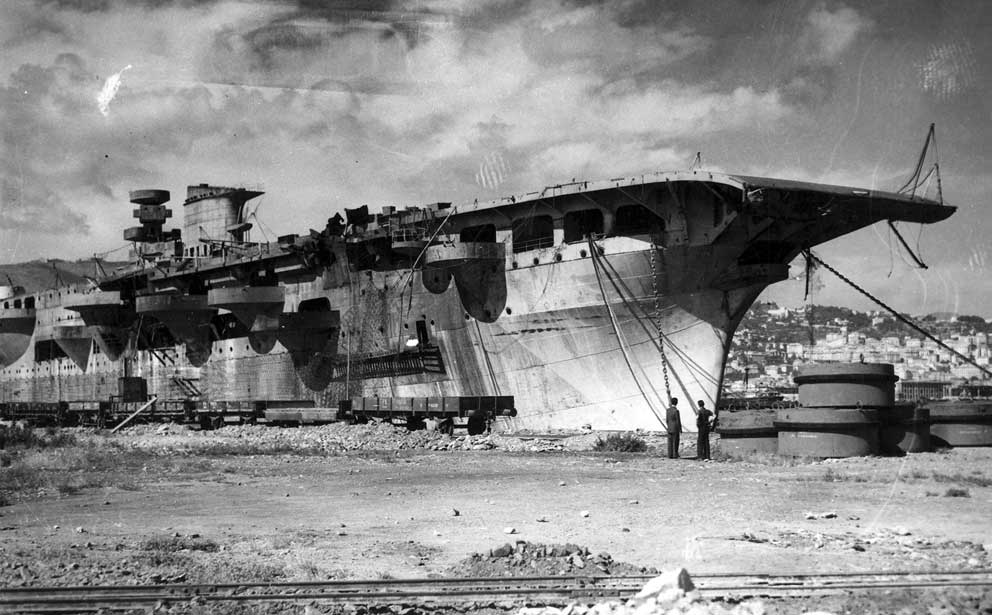
Aquila v roce 1946

Přestavba byla v loděnici Cantieri Ansaldo v Janově zahájena v polovině roku 1941. V době italské kapitulace, 8. září 1943, byla Aquila téměř hotova a připravena k prvním testům. Po kapitulaci loď obsadili Němci, kteří se ji pokusili dokončit. Italští dělníci sabotovali a prodlužovali její dostavbu. Loď také napadla speciální jednotka italských žabích mužů a částečně ji potopila. Později byla 19. dubna 1945 vážně poškozena při leteckých útocích. Nakonec Němci rozměrnou loď použili k zablokování vjezdu do Janovského přístavu. Po válce byla vyzvednuta a po dlouhých diskuzích, jak s ní naložit, byla odvlečena do přístavu La Spezia a zde v letech 1951–1952 sešrotována.